# Зебібіт
Зебібіт — кратне число біт, одиниця вимірювання двійкової інформації при передачі цифрових даних або збереженні, що має множник із стандартним префіксом зебі (символ Зі),  двійковий префікс, що означає множення на 270. Одиниця вимірювання зебібіт позначається як Зібіт.
1 зібіт =  270 біт = 1180591620717411303424біт = 1024 ексбібіт
Префікс зебі спочатку не був в складі системи двійкових префіксів, а був доданий разом із префіксом йобі Міжнародною електротехнічною комісією в серпні 2005.